# Norbert Arntz

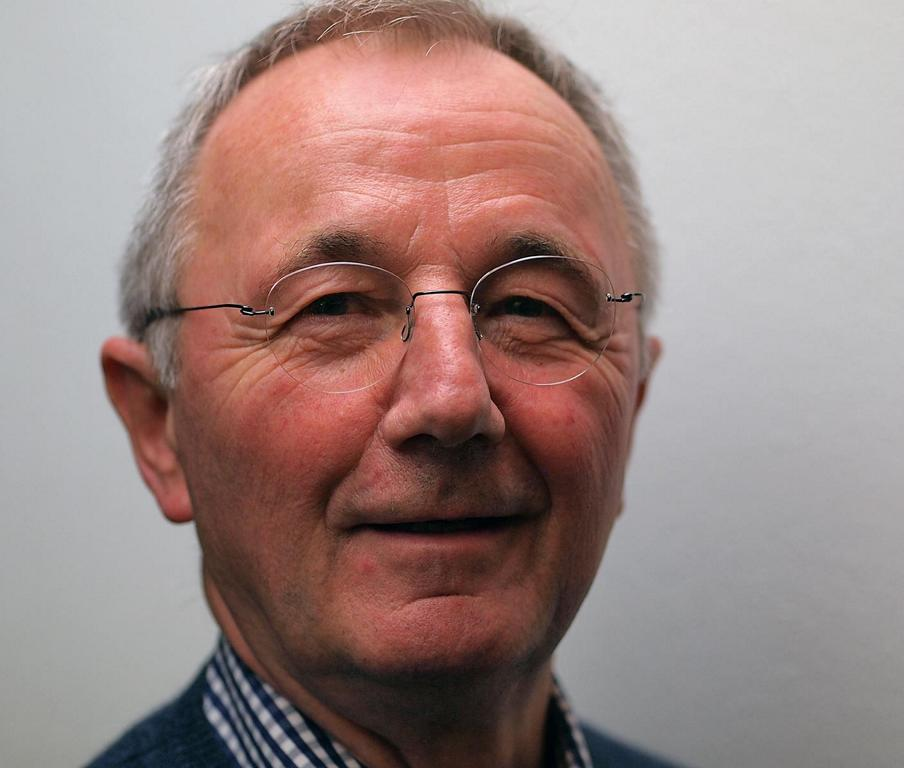
Norbert Arntz (2011)

Norbert Arntz (* 2. Juli 1943 in Kleve) ist ein deutscher römisch-katholischer Priester, der als Vertreter der Befreiungstheologie bekannt ist.

## Leben
Norbert Arntz studierte von 1963 bis 1968 Katholische Theologie und Sozialwissenschaften an der Westfälischen Wilhelms-Universität Münster, der Ludwig-Maximilians-Universität München und dem Ökumenischen Seminar für kirchlichen Dienst in der Industriegesellschaft, Mainz-Kastel neben anderen bei Karl Rahner, Johann Baptist Metz und Joseph Ratzinger. Er wurde 1970 in Münster zum Priester geweiht. Nach pastoralen Einsätzen als Kaplan in Waltrop, Wesel und Duisburg-Walsum absolvierte er von 1983 bis 1990 im Rahmen eines sozial-pastoralen Einsatzes der Missionsgesellschaft Immensee eine „weltkirchliche Lehrzeit“ beim Volk der Quechua in Pucará in Peru. Diesen Einsatz nutzte er auch für die Teilnahme an den von Gustavo Gutiérrez initiierten theologischen Sommerakademien des Instituto Bartolomé de Las Casas in Lima und zu Studienaufenthalten am Departamento Ecuménico de Investigaciones in San José (Costa Rica), wo er 1994 ein siebenmonatiges Forschungsseminar durchführte.
Als Mitglied im Freckenhorster Kreis (seit 1970) und Mitinitiator der Initiative Kirche von unten unterstützte Arntz die innerkirchliche Reformbewegung. Er war theologischer Referent in der Bildungsabteilung von Misereor (1990 bis 1998) und der Missionszentrale der Franziskaner in Bonn (2001 bis 2009). Er gehörte zum Vorstand der Christlichen Initiative Romero und ist Gründungsmitglied des Instituts für Theologie und Politik in Münster. Dabei galt sein vorrangiges Engagement dem Projekt einer Kirche der Armen.

## Wirken
Norbert Arntz hat zahlreiche befreiungstheologische Texte ins Deutsche übersetzt. Darunter war der Katakombenpakt (1965, übersetzt 2015), die Selbstverpflichtung einiger Bischöfe während des Zweiten Vatikanischen Konzils zu einem einfachen Lebensstil und zum Dienst an den Armen, und das Schlussdokument der 5. Generalversammlung des Episkopats von Lateinamerika und der Karibik in Aparecida (2007), das die Bedeutung der Option für die Armen für die Kirche unterstreicht und aktualisiert.
Arntz verknüpfte die theologischen Reflexionen im Umfeld des von Franz Josef Hinkelammert gemeinsam mit Pablo Richard und Hugo Assmann gegründeten interdisziplinär arbeitenden Forschungsnetzwerkes im Departamento Ecuménico de Investigaciones in San José in Costa Rica, wie sie insbesondere von Enrique Dussel, Jon Sobrino, José Comblin und Jung Mo Sung vertreten wurden, mit dem „Erbe“ Óscar Romeros sowie Ignacio Ellacuría SJ und dem Beitrag derjenigen Konzilsbischöfe, die den Katakombenpakt als Selbstverpflichtung für eine arme und dienende Kirche eingingen. „Norbert Arntz hat wesentlichen Anteil an der Wiederentdeckung des Katakombenpaktes und seiner Bedeutung für die nachkonziliare Theologie und Pastoral“, sagte der Theologe Norbert Mette anlässlich der Verleihung des Papst-Johannes-XXIII-Preises am 14. Mai 2011.

## Reisen
Mit Beginn seiner Tätigkeit in Peru 1983 startete Norbert Arntz eine intensive Reise- und Studientätigkeit auf dem lateinamerikanischen Kontinent, die bis in die 2010er Jahre anhielt. Ihm war es wichtig, die theologischen Diskussionen und Forschungsprojekte wie auch die kirchlichen Entwicklungen nicht nur lesend zu begleiten, sondern vor Ort mitzuerleben, von ihnen zu lernen und sich an ihnen zu beteiligen. So lernte er die Menschen persönlich kennen, deren Werke er später übersetzte. Das verschaffte ihm die Möglichkeit, die Verbindungen der Theologie der Befreiung nach Deutschland und Europa intensiv voranzutreiben und zu verstetigen.
1992 war Norbert Arntz ein Beobachter der vierten Generalkonferenz der Bischöfe Lateinamerikas und der Karibik in Santo Domingo (Dominikanische Republik), 2007 der fünften Generalkonferenz in Aparecida (São Paulo) (Brasilien), 2008 des Kontinentalen Treffens der lateinamerikanischen Basisgemeinden in Santa Cruz de la Sierra (Bolivien).
Arntz nahm an den Weltsozialforen 2009 in Belém (Pará) (Brasilien) und 2011 in Dakar (Senegal) und den dortigen Weltforen für Theologie und Befreiung teil.
Von 2012 bis 2015 arbeitete er an dem Projekt „Fünfzig-Jahre-Gedenken des zweiten Vaticanum 2012–2015“ aus der Perspektive des Katakombenpaktes „Für eine dienende und arme Kirche“. Dazu gehörte 2015 auch das Seminario sul Patto delle Catacombe an der Päpstlichen Universität Urbaniana in Rom.
Weitere Studienreisen und Forschungsaufenthalte führten Norbert Arntz nach Mexiko, El Salvador, Brasilien, Sevilla und Wien. Er nahm über viele Jahre am internationalen „Collège de Brousse“ mit Franz Josef Hinkelammert, Kuno Füssel und Urs Eigenmann teil.
Zum theologischen und kirchenpolitischen Engagement von Norbert Arntz gehört die Durchführung zahlreicher Fortbildungsveranstaltungen und Studienwochen zu befreiungstheologischen Themen an theologischen Fakultäten, Akademien und im Rahmen der Aus- und Weiterbildung von Priestern, Ordensleuten, Pastoralreferenten sowie eine intensive Vortragstätigkeit in Kirchengemeinden und Gruppen der Solidaritätsbewegung. Damit leistete Arntz einen wichtigen Beitrag zur Dekolonisierung von Theologie und Evangelium.

## Auszeichnungen
- 2011 ist Norbert Arntz mit dem Papst-Johannes-XXIII-Preis des Pax-Christi-Diözesanverbands Münster ausgezeichnet worden.[19][20]
- 2014 ist Norbert Arntz mit dem Walter-und-Marianne-Dirks-Preis ausgezeichnet worden.[21]

## Schriften (Auswahl)

### Monografien
- Pastorale Umkehr – Das Programm des Franziskus-Pontifikats. München 2013. In: „Gelbe Reihe“ der Kirchenvolksbewegung Wir sind Kirche.
- Der Katakombenpakt. Für eine dienende und arme Kirche. Kevelaer 2015.

### Herausgeberschaft
- Retten, was zu retten ist? Die Bischofsversammlung in Santo Domingo zwischen prophetischem Freimut und ideologischem Zwang. Luzern 1993.
- mit Raúl Fornet-Betancourt, Georg Wolter: Werkstatt „Reich Gottes“. Befreiungstheologische Impulse in der Praxis. Frankfurt 2002.
- Franz Josef Hinkelammert: Befreiung denken. Grenzgänge zwischen Kontinenten und Wissenschaften. Münster/Luzern 2011.
- mit Annegret Laakmann, Hartmut Meesmann: Hoffnung und Widerstand. Konziliare Versammlung Frankfurt am Main Oktober 2012. Oberursel 2013.
- Norbert Arntz, Philipp Geitzhaus, Julia Lis (Hrsg.): Erinnern und Erneuern. Provokation aus den Katakomben. Edition ITP-Kompass 22, ITP, Münster 2018.

### Übersetzungen
- Franz Josef Hinkelammert: Der Glaube Abrahams und der Ödipus des Westens. Opfermythen im christlichen Abendland. Münster 1989.
- Franz Josef Hinkelammert: Kultur der Hoffnung. Für eine Gesellschaft ohne Ausgrenzung und Naturzerstörung. Mainz/Luzern 1990.
- mit Kuno Füssel und Ludger Weckel: Franz Josef Hinkelammert: Kritik der utopischen Vernunft. Eine Auseinandersetzung mit den Hauptströmungen der modernen Gesellschaftstheorie. Luzern/Mainz 1994.
- mit Victoria Drasen-Segbers, Kuno Füssel, Michael Lauble, Anton Peter: Ignacio Ellacuría, Jon Sobrino (Hrsg.): Mysterium Liberationis. Grundbegriffe der Theologie der Befreiung. Luzern 1996.
- mit Ludger Weckel: Franz Josef Hinkelammert: Das Subjekt und das Gesetz. Die Rückkehr des verdrängten Subjekts. 2007.
- Franz Josef Hinkelammert: Luzifer und die Bestie. Luzern 2009.
- Jorge Mario Bergoglio: Rede vor den Kardinälen vor der Papstwahl vom 09.03.2013.